# Malezacris hirsuta
Malezacris hirsuta är en insektsart som beskrevs av Christiane Amédégnato och Poulain 1998. Malezacris hirsuta ingår i släktet Malezacris och familjen gräshoppor. Inga underarter finns listade i Catalogue of Life.